# Nikołaj Jachontow
Nikołaj Nikołajewicz Jachontow (ros. Николай Николаевич Яхонтов, ur. 1874, zm. 17 grudnia 1918 w okolicach Permu) – kapłan prawosławny, święty nowomęczennik rosyjski.

## Młodość i wczesna działalność
Nieznane jest miejsce jego urodzenia. Po ukończeniu szkół elementarnych wstąpił do seminarium duchownego i przyjął święcenia kapłańskie w 1896 roku. Został skierowany do pracy duszpasterskiej w Kownie (eparchia litewska), a następnie w Kozianach. Dał się tam poznać jako sprawny organizator i duszpasterz - wybudował szkołę parafialną i założył bractwo trzeźwości.

## Służba w carskiej armii
W 1903 roku rozpoczął służbę w carskiej armii na stanowisku kapelana pułkowego (ros. swiaszczennik połka). Skierowano go do pracy w Sierpcu w guberni płockiej, gdzie pracując w cerkwi św. Mikołaja miał służyć 48. Ukraińskiemu Pułkowi Dragonów. W 1907 roku rozpoczął służbę kapelana przy 227. Bałaszowskim Rezerwowym Pułku Piechoty, a od 1910 zamieszkał w Permie i pracował jako kapelan 194. Troicko-Sergijewskiego Pułku Piechoty, pełniąc jednocześnie funkcję proboszcza (ros. nastojatiela) pułkowej cerkwi św. Sergiusza z Radoneża w Permie.

## I wojna światowa
Po wybuchu I wojny światowej wyruszył wraz z 194. Pułkiem Piechoty na front. Brał czynny udział w walkach pod Chyrowem w Galicji (28 września 1914 r.), za co otrzymał Złoty Pektorał na wstędze świętego Jerzego, Order świętego Włodzimierza z Mieczami IV klasy oraz Order świętej Anny z Mieczami II klasy. W 1916 roku został mianowany protopopem 49. Dywizji Piechoty Imperium Rosyjskiego, jednak ze względu na słaby stan zdrowia nominacji nie przyjął i powrócił do Permu. Został obdarzony godnością protojereja.

## Wojna domowa w Rosji i męczeńska śmierć
Po wybuchu wojny domowej w Rosji, w nocy z 16 na 17 grudnia 1918 roku, ks. Nikołaj wraz z protojerejem Iwanem Pijankowem został aresztowany przez bolszewików i poddany brutalnym torturom. Pobity i związany z ks. Pijankowem został wrzucony do rzeki Kamy. Zginął śmiercią męczeńską w nocy z 17 na 18 grudnia 1918 roku.

## Kult
Ksiądz Nikołaj został kanonizowany przez Rosyjski Kościół Prawosławny 20 sierpnia 2000 roku i włączony w poczet Soboru Świętych Nowomęczenników i Wyznawców Rosyjskich. Kult ogłoszono w eparchii permskiej i solikamskiej, a dzień wspomnienia wyznaczono na 17 grudnia.